# Lamb County
Lamb County är ett administrativt område i delstaten Texas, USA, med 13 977 invånare (2010). Den administrativa huvudorten (county seat) är Littlefield. 

## Geografi
Enligt United States Census Bureau har countyt en total area på 2 637 km². 2 631 km² av den arean är land och 5 km² är vatten.

### Angränsande countyn
- Castro County - norr
- Hale County - öster
- Hockley County - söder
- Bailey County - väster
- Parmer County - nordväst
- Lubbock County - Sydöstra